# Mirosław Czyżykiewicz
Mirosław Andrzej Czyżykiewicz (Mirek Czyżykiewicz; ur. 1 marca 1961 w Gorlicach) – polski pieśniarz, gitarzysta, poeta, kompozytor, artysta grafik. Członek Akademii Fonograficznej ZPAV (Sekcja Muzyki Rozrywkowej) i Stowarzyszenia Artystów Wykonawców Utworów Muzycznych i Muzyczno-słownych (SAWP). Przedstawiciel nurtu polskiej piosenki literackiej i poezji śpiewanej, w swojej twórczości prezentuje refleksyjne podejście do życia.

## Życiorys
Jest synem Janiny z Dąbrowskich i Zbigniewa Czyżykiewiczów. Oboje rodzice byli muzykalni: ojciec grał na akordeonie, a matka śpiewała w chórze zakładowym. Wychowywał się w Gorlicach.
Grę na gitarze rozpoczął mając czternaście lat. Jako muzyk (wokalista i gitarzysta) debiutował w rodzinnym mieście w zespole Ostatnia Wieczerza w Karczmie Przeznaczonej do Rozbiórki. Z tym zespołem w 1981 trafił na Ogólnopolskie Spotkania Zamkowe „Śpiewajmy Poezję” w Olsztynie. Obecnie artysta podkreśla swój mocny związek z tym festiwalem oraz samym miastem, do którego często wracał, zdobywając nowe doświadczenia muzyczne.
Uczęszczał do I Liceum Ogólnokształcącego im. Marcina Kromera w Gorlicach. Ukończył „grafikę użytkową” na Wydziale Grafiki Akademii Sztuk Pięknych w Warszawie (1984-87), przy czym studia rozpoczynał w ASP w Krakowie na specjalności „grafika warsztatowa” (1981-83). W latach 80. działał w studenckim ruchu artystycznym. Pierwsze wiersze Mirosława Czyżykiewicza zostały opublikowane w „Radarze” w roku 1986.

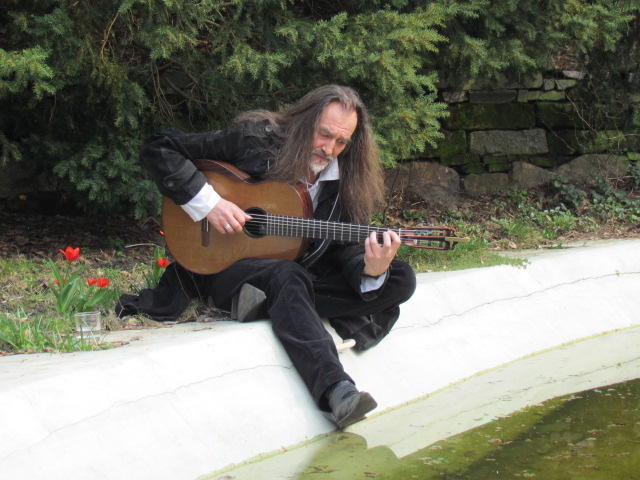
Artysta podczas kręcenia teledysku „Patrzę w okno” (2013)

Związany był z Programem 3 Polskiego Radia i audycją Macieja Zembatego „Zgryz” (1986-1987), do której trafił dzięki Andrzejowi Garczarkowi. Debiutancka płyta Mirosława Czyżykiewicza pt. Autoportret I była pierwszą z dwóch wydanych w 1989 roku w ramach akcji „Płyta dla autora” organizowanej przez Program 3 Polskiego Radia przy wsparciu Tygodnika Akademickiego „ITD”, Akademickiego Biura Kultury i Sztuki ZSP „Alma Art” oraz P.P. „Polskie Nagrania”. Drugą wydaną w tej serii była Płyta Andrzeja Garczarka, gdzie w utworze otwierającym, zatytułowanym „Zamojszczyzna”, Mirosław Czyżykiewicz zagrał na harmonijce.
Dwa kolejne albumy Czyżykiewicza zostały nagrane w studiach Polskiego Radia. Wiosną 1993 w studiu emisyjnym M-3 zarejestrowano program „Świat widzialny” oparty na wierszach Josifa Brodskiego (głównie przekłady autorstwa Stanisława Barańczaka). Materiał znany był już publiczności XIX Ogólnopolskich Spotkań Zamkowych „Śpiewajmy Poezję” – w ich ramach, 3 lipca 1992 „Świat widzialny, czyli siedemnaście wierszy Josifa Brodskiego” został zaprezentowany w formie recitalu w Teatrze im. Jaracza w Olsztynie. Efekty sesji nagraniowych prezentowano na antenach Programów 2 i 3 Polskiego Radia. Mimo entuzjazmu publiczności oraz wsparcia Polskiego Radia nie udało się w tamtym czasie znaleźć wytwórni płytowej zainteresowanej wydaniem tego programu. „Świat widzialny” ukazał się dopiero w sierpniu 2000 roku na albumie Superata, odświeżony w Studiu S-4 Polskiego Radia.
Superatę poprzedziła płyta Ave nagrana w październiku 1997 w Muzycznym Studiu Polskiego Radia im. Agnieszki Osieckiej a wydana niemal dwa lata później, tj. w lipcu 1999. Na album złożyły się wiersze Mirosława Czyżykiewicza, Josifa Brodskiego, Thomasa Hardy’ego i Konstantego Ildefonsa Gałczyńskiego. Krytycy zauważyli w wykonanych przez artystę interpretacjach osobiste widzenie otoczenia, oryginalną publicystykę komentującą teraźniejszość, subtelne erotyki według własnych i cudzych tekstów, dopełnione autoironicznym stosunkiem do własnego nieporadnego wchodzenia w emocjonalną dojrzałość.
W 1993 roku Mirosław Czyżykiewicz reprezentował Polskę na międzynarodowym Przeglądzie Form Teatralnych w Antwerpii (Belgia) w 1993 roku. W 1995 i 1996 wziął udział w koncercie „Kraina Łagodności” w ramach Krajowego Festiwalu Piosenki Polskiej w Opolu. Stale współpracuje z Ogólnopolskimi Spotkaniami Zamkowymi „Śpiewajmy Poezję” w Olsztynie oraz Studenckim Festiwalem Piosenki w Krakowie.
Użyczył swojego głosu w telewizyjnych spektaklach „Dziady” (1997) w reżyserii Jana Englerta oraz w „Dybuku” (1999) w reżyserii Agnieszki Holland. Współpracuje stale z Jerzym Satanowskim, udzielając się jako wokalista w jego w projektach muzycznych i literacko-muzycznych. Niektóre z wykonań Czyżykiewicza, zarejestrowanych na potrzeby tej współpracy, znalazły się na albumach sygnowanych nazwiskiem Satanowskiego – pomijając rozmaite wznowienia tych nagrań w różnych formach były to płyty: Dziękuję za świat: piosenki A. Osieckiej (1997, rejestracja premiery spektaklu „Nie żałuję” w Teatrze Atelier w Sopocie 5 lipca 1997, z okazji nadania tej instytucji imienia Agnieszki Osieckiej; później tytuł „Nie żałuję” zmieniono na „Ostatnie bolero”), Zanim będziesz u brzegu (2001, piosenki ze spektaklu „Zanim będziesz u brzegu” Teatru Atelier w Sopocie), Satanorium (2004, gala PPA 2002), Konie narowiste (2007, koncert z 2 lipca 2005 ku pamięci Włodzimierza Wysockiego w 25 rocznicę śmierci, XXXII OSZ „Śpiewajmy Poezję”) oraz Biała lokomotywa / Na błękicie jest polana (2011, teksty Edwarda Stachury).
Wziął udział w projekcie Antoniego Murackiego Świat według Nohavicy (2008) oraz w nagrywaniu albumu Szukamy stajenki (2008) złożonego z kolęd i pastorałek autorstwa Jacka Kaczmarskiego w aranżacjach Zbigniewa Łapińskiego i jego syna Dariusza. Na wydanej w 2014 roku serii słuchowisk Thorgal (produkcja: Sound Tropez) artysta wystąpił w roli narratora.
Wspiera młodych muzyków udzielając się w ich projektach: na debiutanckim albumie Cicho (2007) olsztyńskiej aktorki Marty Andrzejczyk podjął się recytacji fragmentów poezji, na płycie Rozmowa z piramidami (2011) Piotra Kajetana Matczuka z zespołem zaśpiewał wiersz „Testament mój” J. Słowackiego. Na potrzeby innych artystów komponuje również muzykę. Na wydanym w 2001 roku z okazji setnej rocznicy nadania Sopotowi praw miejskich albumie Sopocki Nokturn z tekstami Grażyny Orlińskiej znalazły się trzy utwory z muzyką autorstwa Mirosława Czyżykiewicza: tytułowy „Sopocki Nokturn”, „Atelier” oraz „To tylko cyrk” (wszystkie zaśpiewane przez Marka Richtera). Do artystów wielokrotnie sięgających w swoich dyskografiach po piosenki Mirosława Czyżykiewicza należy Marek Dyjak.

## Życie prywatne
Kilkukrotnie żonaty.  Od 2019 jego żoną jest Magdalena Czyżykiewicz-Janusz - malarka, gitarzystka i kompozytorka z Bielska - Białej(ur. 6 stycznia 1988), z którą wspólnie wydał płytę Piano (2021).
Z pierwszego małżeństwa ma córkę – Olgę Czyżykiewicz (ur. 15 stycznia 1984), która zajmuje się reżyserią teledysków.

## Nagrody i nominacje (wybór)
- laureat Festiwalu Artystycznego Młodzieży Akademickiej (FAMA) w Świnoujściu w 1986 i 1987 roku[6][7]
- laureat „Mateusza” – nagrody muzycznej Programu 3 Polskiego Radia w 1990 roku[6][7][21]
- nominacja do Nagrody Muzycznej „Fryderyk” 2001 w kategorii „Album roku: piosenka poetycka” – za album Zanim będziesz u brzegu z utworami do spektaklu Jerzego Satanowskiego, zaśpiewanymi przez Hannę Banaszak i Mirosława Czyżykiewicza
- pierwszy w historii laureat Nagrody Kapituły im. Jacka Kaczmarskiego podczas Studenckiego Festiwalu Piosenki w Krakowie w 2004 roku[7][22]
- nominacja do Nagrody Muzycznej „Fryderyk” 2005 w kategorii „Album roku: piosenka poetycka” za album Allez!

## Publikacje książkowe
W 1999 roku, przed premierą płyty Ave, nakładem Wydawnictwa Książkowego „Twój Styl”, w ramach serii „Biblioteka Bardów” ukazał się tomik tekstów piosenek i wierszy artysty ilustrowany biało-czarnymi reprodukcjami grafik i obrazów jego autorstwa (ISBN 83-7163-165-0). W 2011 roku Mirosław Czyżykiewicz obchodził 50 urodziny oraz „30-lecie pracy twórczej”. Z tej okazji Wydawnictwo „Skorpion” opublikowano w limitowanym nakładzie tomik „Parlando” zawierający teksty i czarno-białe grafiki lat 1980-2005 (ISBN 978-83-86466-67-2, ISBN 9788386466677).

## Dyskografia
| 1989                           | Autoportret I | Polskie Nagrania                  | –  |
| 1999-07-10                     | Ave | Pomaton EMI                       | –  |
| 2000-08-19                     | Superata (Świat widzialny / Autoportret I)                                                                           | Pomaton EMI                       | –  |
| 2001-03-24                     | Zanim będziesz u brzegu (J. Satanowski, H. Banaszak, M. Czyżykiewicz)                                                | Polskie Radio SA                  | –  |
| 2005-08-22                     | Allez! | Pomaton EMI                       | 7  |
| 2008-11-17                     | Raj (J. Bończyk, M. Czyżykiewicz, H. Tabęcki)                                                                        | MTJ                               | –  |
| 2013-05-28                     | Ma chérie | EMI Music Poland                  | 24 |
| 2015-04-20                     | Muzyka wieczorem | MTJ                               | –  |
| 2015-11-06                     | Odchodzę wracam | Warner Music Poland               | –  |
| 2018-10-19                     | Pretekst Live (M. Czyżykiewicz & W. Cisło)                                                                           | MTJ                               | –  |
| 2021-08-16                     | Piano (Mirek i Magdalena Czyżykiewicz)                                                                               | M&M Czyżykiewicz                  | –  |
| 2023-06-23                     | Czy? Sześć stopni oddalenia (Czyżyki czyli Mirosław Czyżykiewicz, Magdalena Czyżykiewicz-Janusz i Grzegorz Bukowski) | Wydawnictwo Muzyczne Radia Poznań | –  |
| "–" pozycja nie była notowana. | |                                   |    |